# Малая Шкаровка
Малая Шкаровка (укр. Мала Шкарівка) — село в Полонском районе Хмельницкой области Украины.
Население по переписи 2001 года составляло 381 человек. Почтовый индекс — 30541. Телефонный код — 3843. Занимает площадь 0,095 км². Код КОАТУУ — 6823684001.

## Местный совет
30540, Хмельницкая обл., Полонский р-н, с. Малая Шкаровка